# El diablo se llama Trotsky

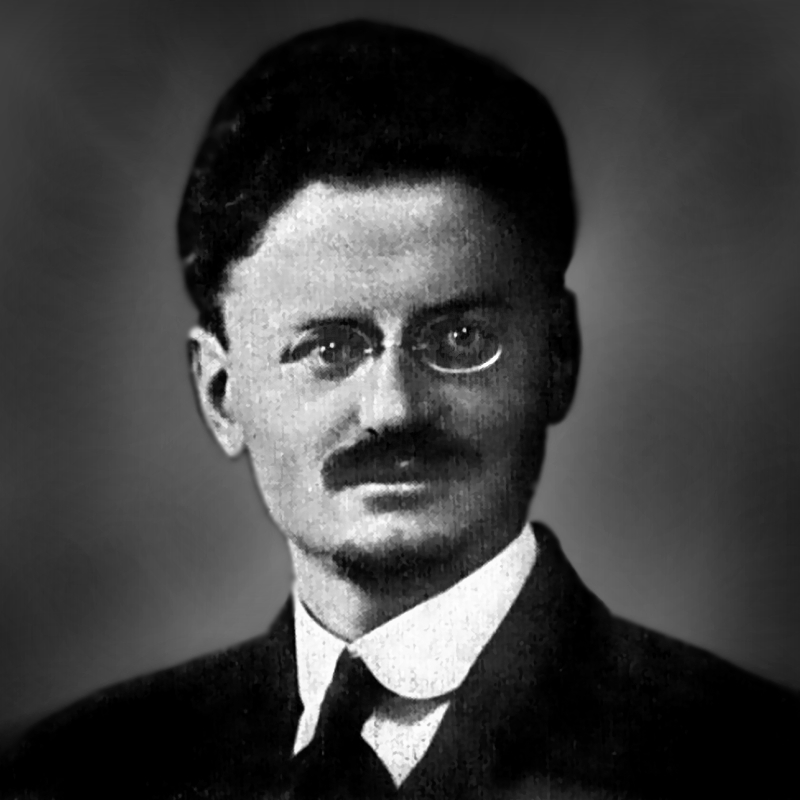
Trotski en 1915.

El diablo se llama Trotsky es un libro escrito e ilustrado por Eduardo del Río, sobre la vida del bolchevique revolucionario Lev Davídovich Bronstein.

## Sinopsis
El libro cuenta solo con dos capítulos:
- 1. Brevísima biografía
- 2. Nacimiento de Trotski

El libro es una biografía ilustrada que comienza con citas de personajes de la revolución rusa como lo fueron Lenin, Karl Radek y de Stalin sobre hechos, pensamientos o acciones de Trotski. Después de un breve comentario sobre las distintas opiniones encontradas que se darán por lo escrito por Rius (tanto de trotskistas como de estalinistas) comienza el capítulo uno con la descripción de la niñez de Lev Davídovich Bronstein, sobre su vida en la escuela y sobre su acercamiento en la adolescencia con los naródnik anarquistas rusos, sus primeros acercamientos a la política, también sobre sus amistades ex-naródnik con los que fundó la «Unión Obrera de la Rusia del Sur», influenciada por su amiga y después novia Aleksandra Sokolóvskaya, Trotski se convertiría al marxismo. Juntos editaban el periódico clandestino Nashe Delo y finaliza el capítulo con un Trotski huyendo del exilio de Siberia donde estaba pagando la sentencia de 4 años de prisión.
El segundo capítulo trata sobre la «nueva vida» de Lev Davídovich Bronstein ahora conocido como Lev Trotski que llega a Samara a trabajar en el periódico revolucionario Iskra, su encuentro con Lenin y Plejánov y su trabajo periodístico.
Después Trotski entraría al POSDR y mostraría su ambigüedad frente a la división entre bolcheviques y mencheviques, Rius muestra las ideas de Trotski sobre la situación rusa, sobre el carácter de revolución socialista y no burguesa que debería de tomar la revolución, su llegada al frente del Ejército Rojo y las luchas que encabezó. Después llegaría a la escena (del libro) Stalin, Rius hace una pequeñísima biografía de Stalin y el papel que jugó en la muerte de Trotski.